# Theis Birk Larsen
Theis Birk Larsen (født 1955 i Danmark) er en fiktiv figur, der optræder i drama-serien Forbrydelsen fra 2006 – 2007. Han er selvstændig flyttemand og familiefar og gift med Pernille Birk Larsen. Theis er spillet af skuespilleren Bjarne Henriksen. 

## Historie
Hans bedste ven Vagn Skærbæk (spillet af Nicolaj Kopernikus), som er hans bedste ven og medansat i hans flyttefirma er involveret som mistænkt i sagen om hans datter. 